# Anton Georg Zwengauer
Anton Georg Zwengauer (* 12. Juni 1850 in München; † 18. Januar 1928 ebenda) war ein deutscher Landschaftsmaler.

## Leben
Zwengauer war der Sohn des Landschaftsmalers Anton Zwengauer. Nach erstem künstlerischen Unterricht durch seinen Vater schrieb er sich am 15. November 1871 für das Fach Malerei bei von Arthur von Ramberg an der Kunstakademie seiner Heimatstadt ein. Auf Reisen durch Bayern, Baden, Tirol, Württemberg und die Schweiz bildete er sich weiter.
König Ludwig II. von Bayern berief Zwengauer 1869 zum Hofmaler und 1875 zum Zeichenlehrer am bayerischen Hof. Auf persönlichen Wunsch von Prinzregent Luitpold von Bayern wurde Zwengauer 1898 mit der Verwaltung von Schloss Berg in Berg am Starnberger See betraut.

## Werke (Auswahl)

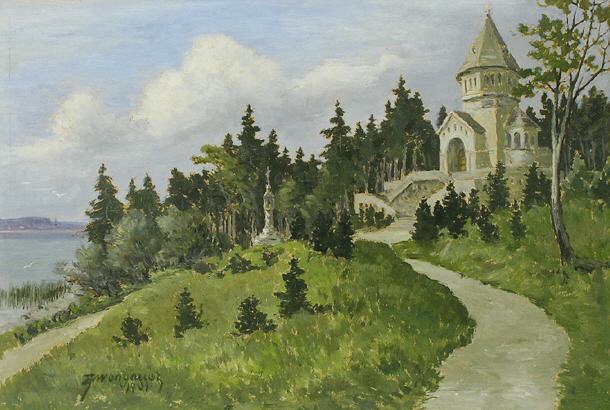
Votivkapelle in Berg

- Abendlandschaft bei Menzing
- Am Ufer des Starnberger Sees
- Schloß Berg am Starnberger See
- Mondnacht am Bodense
- Gegend bei Landshut